# Močvirski lunj
Močvirski lunj ali beloritec (znanstveno ime Circus pygargus) je ujeda iz družine kraguljev (Accipitridae).

## Opis
Ta najmanjši v Evropi živeči lunj je manjši in vitkejši od pepelastega lunja, saj zrase le od 41 do 46 cm, a ima približno enak razpon peruti, čeprav so zaradi ožje strukture videti daljša. Na koncih so tudi bolj prišiljena, kar ga v letu dela nekoliko bolj elegantnega, k čemur pripomore tudi daljši in ožji rep. Kadar jadra v vzgorniku ima peruti izrazito dvignjene nad horizontalo. Samec močvirskega lunja je modrikasto do pepelnato sive barve, samica pa je, kot pri vseh lunjih, rjavih odtenkov.

## Razširjenost
Močvirski lunj živi v močvirjih in mokriščih poraščenih z ločjem od jugozahodne Evrope in severozahodne Afrike pa vse do Altaja na vzhodu.
Glavna hrana močvirskega lunja so miši in manjše ptice, pa tudi večje žuželke in manjši plazilci.
Gnezdi maja in junija v gnezdih na močvirnih tleh.